# Aloxe-Corton
Aloxe-Corton és un municipi francès, situat al departament de la Costa d'Or i a la regió de Borgonya - Franc Comtat. L'any 2007 tenia 180 habitants.

## Demografia

### Població
El 2007 la població de fet d'Aloxe-Corton era de 180 persones. Hi havia 74 famílies, de les quals 17 eren unipersonals (4 homes vivint sols i 13 dones vivint soles), 35 parelles sense fills i 22 parelles amb fills.
La població ha evolucionat segons el següent gràfic:
Habitants censats

### Habitatges
El 2007 hi havia 104 habitatges, 76 eren l'habitatge principal de la família, 9 eren segones residències i 19 estaven desocupats. 90 eren cases i 14 eren apartaments. Dels 76 habitatges principals, 45 estaven ocupats pels seus propietaris, 23 estaven llogats i ocupats pels llogaters i 9 estaven cedits a títol gratuït; 2 tenien dues cambres, 11 en tenien tres, 24 en tenien quatre i 39 en tenien cinc o més. 38 habitatges disposaven pel capbaix d'una plaça de pàrquing. A 40 habitatges hi havia un automòbil i a 28 n'hi havia dos o més.

### Piràmide de població
La piràmide de població per edats i sexe el 2009 era:
| Homes | Edats   | Dones |
| ----- | ------- | ----- |
| 4     | 95 o +  | 0     |
| 0     | 90 a 94 | 0     |
| 4     | 85 a 89 | 4     |
| 4     | 80 a 84 | 0     |
| 4     | 75 a 79 | 8     |
| 4     | 70 a 74 | 4     |
| 0     | 65 a 69 | 16    |
| 0     | 60 a 64 | 4     |
| 4     | 55 a 59 | 0     |
| 4     | 50 a 54 | 8     |
| 12    | 45 a 49 | 8     |
| 12    | 40 a 44 | 8     |
| 4     | 35 a 39 | 8     |
| 4     | 30 a 34 | 0     |
| 4     | 25 a 29 | 4     |
| 0     | 20 a 24 | 4     |
| 8     | 15 a 19 | 12    |
| 4     | 10 a 14 | 0     |
| 4     | 5 a 9   | 8     |
| 4     | 0 a 4   | 0     |

## Economia
El 2007 la població en edat de treballar era de 106 persones, 85 eren actives i 21 eren inactives. De les 85 persones actives 79 estaven ocupades (42 homes i 37 dones) i 6 estaven aturades (1 home i 5 dones). De les 21 persones inactives 5 estaven jubilades, 12 estaven estudiant i 4 estaven classificades com a «altres inactius».

### Ingressos
El 2009 a Aloxe-Corton hi havia 71 unitats fiscals que integraven 179 persones, la mediana anual d'ingressos fiscals per persona era de 20.163 €.

### Activitats econòmiques
Dels 17 establiments que hi havia el 2007, 10 eren d'empreses de comerç i reparació d'automòbils, 2 d'empreses d'hostatgeria i restauració, 2 d'empreses d'informació i comunicació, 1 d'una empresa immobiliària i 2 d'entitats de l'administració pública.
L'any 2000 a Aloxe-Corton hi havia 17 explotacions agrícoles que ocupaven un total de 120 hectàrees.

## Equipaments sanitaris i escolars
El 2009 hi havia una escola maternal integrada dins d'un grup escolar amb les comunes properes formant una escola dispersa.

## Poblacions més properes
El següent diagrama mostra les poblacions més properes.